# Rickett-Wasserfledermaus
Die Rickett-Wasserfledermaus (Myotis pilosus (Syn.: Myotis ricketti Thomas, 1894)) ist eine Art der Mausohren (Myotis) innerhalb der Fledermäuse (Chiroptera). Sie kommt in Ost- und Südostasien vom Osten der Volksrepublik China bis Laos und Vietnam vor. Anders als die meisten Fledermausarten ist die Art stark an die Nutzung von Fischen als Nahrungsquelle angepasst und entsprechend vor allem in China durch die starke Verschmutzung von Gewässern bedroht.

## Merkmale
Die Rickett-Wasserfledermaus ist eine vergleichsweise große Fledermausart. Sie erreicht eine Kopf-Rumpf-Länge von etwa 65 Millimetern und eine Schwanzlänge von 45 bis 54 Millimetern. Die Hinterfüße haben eine Länge von 15 bis 17 Millimetern und sind mit den Klauen etwa ebenso lang wie die Schienbeine (Tibiae). Die Ohren messen 15 bis 18 Millimeter und sind kräftig ausgebildet. Das Fell ist sehr kurz und eng anliegend. Es ist am Rücken rötlich braun, die Bauchseite ist fast weiß mit schwarz-grauen Haarspitzen. Die Hinterbeine und Füße sowie die Basis der Schwanzflughaut sind mit kurzen Haaren bedeckt. Die Unterarmlänge beträgt 53 bis 56 Millimeter und der Calcar wird 18 bis 21,5 Millimeter lang. Die Flughaut setzt im mittleren Bereich der Schienbeine an.
Der Schädel hat eine Gesamtlänge von 18 bis 21 Millimeter. Er ist lang und schmal mit flachem Sagittalkamm. Die Paukenhöhlen sind klein. Die Jochbögen sind schmal und keilförmig zugespitzt. Die Hypoconae der oberen Molaren sind schwach entwickelt und besitzen keine kleinen Ptotoconae. Die äußeren Schneidezähne des Oberkiefers besitzen gut ausgebildete Zahnspitzen.

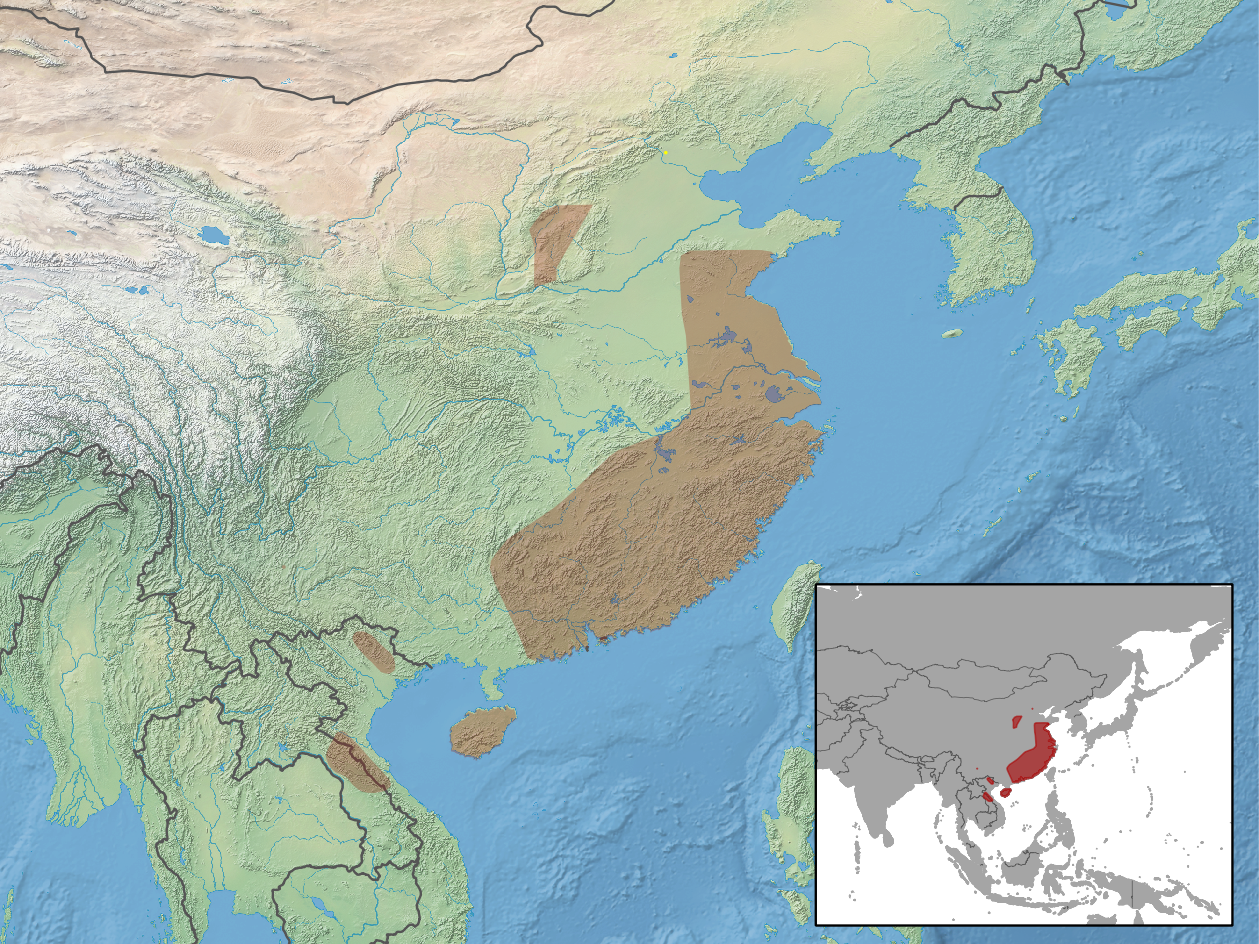
Verbreitungsgebiet

## Verbreitung
Die Rickett-Wasserfledermaus kommt in Ost- und Südostasien vom Osten der Volksrepublik China bis Laos und Vietnam vor. In China ist die Art in Anhui, Peking, Fujian, Guangdong, Guangxi, Shandong, Shanxi, Yunnan, Zhejiang und Jiangxi sowie in Hongkong nachgewiesen und kommt wahrscheinlich auch in Hunan und Jiangsu vor. Auf Hainan wurden 2004 27 Individuen gefangen, die kleiner als die Vertreter des Festlands waren. Die Verbreitung in Laos und Vietnam ist vereinzelt und nicht vollständig geklärt.

## Lebensweise
Die Rickett-Wasserfledermaus ernährt sich von Insekten und von kleinen Fischen. Sie jagen vor allem über offenen Wasserflächen. Sie wurden zudem häufig im Bereich von Höhleneingängen gefangen, in denen sie ihre Tagesquartiere haben, sowie in Sekundärwaldgebieten und Kalksteinregionen gefangen. Über Kotproben aus der Region um Peking ließen sich verschiedene Fischarten, darunter Zacco platypus, Carassius auratus und Phoxinus lagowskii, sowie Schmetterlinge und andere Insekten  als Nahrungsquellen identifizieren. Zacco platypus stellte dabei teilweise bis zu 60 % der Nahrung dar. Damit ist sie wahrscheinlich die am meisten auf den Fischfang spezialisierte Fledermausart der Region.

## Systematik
Myotis pilosus wird als eigenständige Art den Mausohren (Gattung Myotis) zugeordnet. Die wissenschaftliche Erstbeschreibung stammt von dem deutschen Zoologen Wilhelm Peters aus dem Jahr 1869. Oldfield Thomas beschrieb zudem 1894 Myotis ricketti, die als Synonym betrachtet wird. Die häufige Benennung als Myotis ricketti trotz des älteren Namens geht auf eine fehlerhafte terra typica durch Peters zurück, die in Uruguay liegt. Teilweise wurde sie einer eigenen Untergattung als Rickettia zugeordnet.
Innerhalb der Art werden neben der Nominatform keine weiteren Unterarten unterschieden.

## Gefährdung und Schutz
Die Art wird von der International Union for Conservation of Nature and Natural Resources (IUCN) als Art der Vorwarnliste (near threatened) eingestuft. Es handelt sich um eine weit verbreitete Art, die jedoch wenig tolerant auf Störungen reagiert. Die Art ist stark abhängig von sauberen Wasserquellen für ihre Ernährung und vor allem in China ist die Wasserverschmutzung eine wesentliche Gefährdungsursache für die Bestände der Art. Obwohl keine Bestandszahlen bekannt sind, wird ein hoher Rückgang der Art in China um mehr als 30 % über die nächsten 15 Jahre bzw. der nächsten drei Generationen aufgrund der Wasserverschmutzung angenommen. In Südostasien ist die Gefährdung weniger stark. Lokal wird die vergleichsweise große Fledermausart wahrscheinlich als Fleischquelle bejagt und genutzt.

## Belege
1. 1 2 3 4 5 6 7  
Don E. Wilson: Rickett's Big-Footed Myotis. In: Andrew T. Smith, Yan Xie: A Guide to the Mammals of China. Princeton University Press, 2008, ISBN 978-0-691-09984-2, S. 380.
2. 1 2 3 4 5 6  
Myotis pilosus in der Roten Liste gefährdeter Arten der IUCN 2017-3. Eingestellt von: G. Csorba, P. Bates, 2016. Abgerufen am 8. Februar 2018.
3. 1 2 3  
Don E. Wilson, DeeAnn M. Reeder (Hrsg.): Myotis ricketti. In: Mammal Species of the World. A Taxonomic and Geographic Reference. 3. Auflage.